# 松濤弘道
松濤 弘道（まつなみ こうどう、1933年3月24日- ）は、浄土宗僧侶、仏教学者。
栃木県生まれ。大正大学卒、ハーバード大学大学院修士課程修了、文学修士。ハワイ浄土宗別院で開教に7年間従事。栃木市の浄土宗近龍寺住職。上野学園大学国際文化学部教授。上野学園図書館長。全日本仏教会国際交流審議会委員委員長。

## 著書
- 『仏教のわかる本』正続　広済堂出版　1974　のち文庫
- 『お経のわかる本』広済堂出版　1975　のち文庫、『お経の基本がわかる小事典』PHP新書
- 『阿弥陀経の心』広済堂出版　1976
- 『仏教的生き方とは?』浄土宗宗務庁・浄土選書　1976
- 『人生に勝つ ダメな自分を変える本』日本文芸社　1977　のち三笠書房・知的生きかた文庫
- 『仏教名言108の知恵 現代人の日常の悩み108を解く 不滅の英知の再発見』日本文芸社　1978　のち三笠書房・知的生きかた文庫
- 『仏教のすべて』広済堂出版　新しい百科全書　1979
- 『仏事・法要のすべて 葬儀・法要・仏壇・墓地・寺院のしきたり 仏教・儀式の正しい"こころ"と"かたち"』日本文芸社　1980
- 『"心"を支える仏教名言365日 日々の生き方に目標を与える提言』日本文芸社　1981
- 『仏事と仏壇のわかる本 いざという時のために』広済堂出版　1982
- 『釈迦の名言108の知恵 今日を生き、明日への希望を開く指針』日本文芸社　1984　のち文庫
- 『一日の知恵 仏教名言に学ぶ人生訓125』三笠書房　1986
- 『しあわせをつかむ65のヒント 釈迦の名言に学ぶ』浄土宗　1987
- 『「今の自分」で本当にいいのか』三笠書房　1988
- 『日本の仏様を知る事典 代表的な仏様の出自と御利益』日本文芸社　1988
- 『名僧に学ぶ生きる知恵108 不安の時代を生きぬく"人生の羅針盤"』山海堂　1988　アポロ・シリーズ
- 『盤声 いのちのことば』2　仏教タイムス社　1990
- 『世界の葬式』新潮選書　1991
- 『日本仏教改革論』雄山閣出版　1996
- 『「生老病死」の悩みを癒す仏教名言60の知恵 悔いなく生き、美しく老いるヒント』日本文芸社　1997
- 『迷わずに生きる心の支え 人生諸問題への仏教的解決法』浄土宗・浄土選書　1998
- 『最新世界の葬祭事典』雄山閣出版　2000
- 『日本の仏様がわかる本 仏像の正しい知識と鑑賞の手引き』日本文芸社・日文新書　2002
- 『仏教の常識がわかる小事典 歴史から教義、宗派まで』　PHP新書　2002
- 『あんた、自分が好きか? 仏教的生き方の常識』碧天舎　2003
- 『生きているのは何のため 自分を変え、日本を変える本』制作・著　新風舎　2003
- 『今、私たちは何を知るべきか 新しい仏教のわかる本』日本図書刊行会 2003
- 『仏像の見方がわかる小事典』　PHP新書　2003
- 『仏教的生き方200のヒント こだわりを捨て、生と死を見つめる200の名言』日本文芸社　2004
- 『知っているようで知らない!日本の仏様 常識として覚えておきたい仏様の由来と御利益』日本文芸社・パンドラ新書　2006
- 『日本人として知っておきたい〈仏教のしきたり〉』PHP新書　2007
- 『お経の意味がよくわかるハンドブック』PHP研究所　2008
- 『明日をひらく仏教の名言 生きる悩みを解く仏陀の教え』日本文芸社・日文新書 　2010
- 『今こそ奮起せよ、日本人 国家存亡の危機に直面して』大河書房　2010
- 『面白くてよくわかる!仏教 一般常識としての仏教を知る大人の教科書』アスペクト　2010
- 『しあわせな生き方、死に方とは これからのしあわせを考える50のヒント』大河書房　2010
- 『世界葬祭事典』雄山閣　2010

## 共編著
- 『仏縁を活かす最新法話データ大事典』中野東禅,渡辺宝陽共編　雄山閣出版　1999

## 参考
- 『最新世界の葬祭事典』著者紹介